# Села при Волчах
Села при Волчах (на словенски: Sela pri Volčah) е село в Словения, регион Горишка, община Толмин. Според Националната статистическа служба на Република Словения през 2015 г. селото има 79 жители.